# Efecte termo-dielèctric
L'efecte termo-dielèctric és la producció de corrents elèctrics i càrrega elèctrica durant la transició de fase de la matèria.
Aquest efecte va ser descobert per Joaquim da Costa Ribeiro el 1944. El físic brasiler va observar que la solidificació i fusió d'alguns dielèctrics estab acompanyats per separació de càrregues electriques.
L'efecte termo-dielèctric va ser demostrat amb cera carnauba, naftalè i parafina. La separació de càrregues en el gel també va ser demostrada. Aquest efecte va ser observat durant la fase de congelació de l'aigua,, els efectes de les tempestes elèctriques podries ser causats per aquest fenomen. L'efecte va ser mesurat per moltes investigacions - Bernhard Brut, Armando Dias Tavares, Sergio Mascarenhas, entre d'altres. César Lattes (codescobridor del pió) va dir que aquest era l'únic efecte descobert completament a Brasil.